# Mamuralia

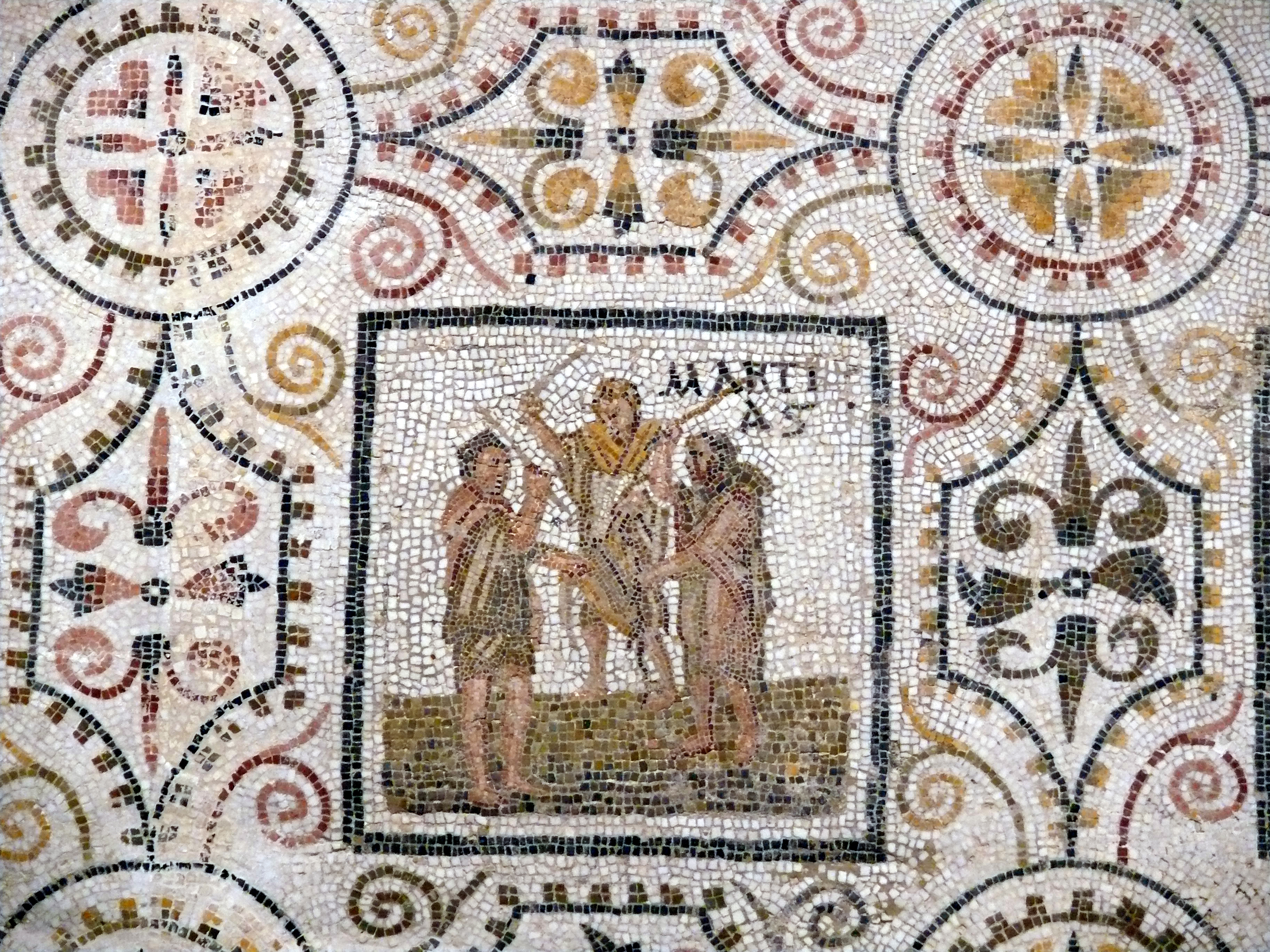
Calendrier en mosaïque
Description :Mosaïque avec les mois de l'année commençant apr le premier mois romain c'est-à-dire mars. Première moitié du IIIe siècle
El Jem Archeological Museum of Sousse
Licence :CC BY-SA 3.0
Date :2012-08-01
Auteur :Ad Meskens
Catégorie :Calendar mosaic in the Archaeological Museum of Sousse, March in art

Dans la religion romaine antique, les Mamuralia ou Sacrum Mamurio « Rite pour Mamurius »  étaient une fête religieuse tenue le 14 ou 15 mars, nommée uniquement dans des sources de la fin de l'Antiquité. Le nom est lié à Mamurius Veturius, qui, selon la tradition, était l'artisan ayant fabriqué les boucliers rituels (ancilia) qui pendaient dans le temple de Mars. Parce que le calendrier romain commençait à l'origine en mars, le Sacrum Mamurio est généralement considéré comme un rituel marquant le passage de l'ancienne année à la nouvelle.

## Déroulement
Lors de la cérémonie pour fêter une nouvelle année, les Saliens battaient une vieille robe en peaux d'animaux avec des bâtons puis sortaient les boucliers du temple de Mars et effectuaient une danse en armes.
Selon Joannes Lydus, un vieil homme portant des peaux d'animaux était battu rituellement avec des bâtons. 